# Judá (nombre)
Judá (en hebreo:יהודה "Yahû'dâh", en acadio: Yau'da, griego:Ἰούδας "Ioudas" hispanizado: Judas)  es un nombre propio masculino teofórico y significa "Yahw alabado". Su variante femenino es Judit (en hebreo:יהודית "Yahû'ḏîṯ") .

## Etimología
El origen de este nombre se deriva del capítulo del Génesis en el Tanaj. Según este texto, Judá fue hijo de Jacob y Lea, nacido en el calendario hebreo de 15 Siván de 2196 y falleciendo 119 años en la misma fecha en Egipto.

Concibió otra vez y dio a luz un hijo, y dijo: «En esta vez a Yahveh alabaré» Por esto le llamó Judá, y dejó de dar a luz.
Génesis 29:35

El Génesis relata que Jacob tenía dos esposas; Raquel a quien amaba perdidamente, y Lea a quien rechazaba. Yahveh mirando la actitud de Jacob, decide que Raquel fuera estéril. Cada vez que Lea tenía un hijo esta exaltaba una condición, dándole un significado al nombre de sus hijos. Al nacer su primogénito ella dijo: Ya que ha visto Yahveh mi aflicción; ahora él [Jacob] me amará, por eso le llamó Rubén.

## Contexto
De este nombre se deriva el término judío (yejudí) que literalmente quiere decir hombre de Judea, y algunos consideran que Judit o Yejudit; '"Judía" o '"mujer de judea", es la versión femenina de Judas. En la comunidad judía es un nombre bastante común bajo la forma de Yehudá .